# سفين فاندنبروك
سفين فاندنبروك (بالفرنسية: Sven Vandenbroeck)‏ (مواليد 22 سبتمبر 1979 بمدينة فيلفورد، بلجيكا) هو لاعب كرة قدم بلجيكي سابق، ومدرب كرة قدم حالي في نادي الوداد الرياضي الذي يشارك في الدوري المغربي.

## الإنجازات

### كمدرب
سيمبا
- الدوري التنزاني الممتاز : 2020
- كأس تنزانيا : 2020

 الجيش الملكي
- كأس العرش : 2019–20

فردية
- أفضل مدرب في تنزانيا : 2020
- أفضل مدرب في البطولة المغربية : 2021